# FPGA-SPS
Eine FPGA-SPS, auch als SPS ohne Zykluszeiten bezeichnet, ist eine Steuerungseinheit, die auf der Kombination von speicherprogrammierbaren Steuerungen (SPS) und Field Programmable Gate Arrays (FPGA) basiert.
Sie kombinieren die traditionelle, auf Software basierende Funktionalität speicherprogrammierbarer Steuerungen mit der Leistungsfähigkeit von FPGAs, um Abläufe nicht per Software, sondern in Form einer digitalen Schaltung und mit hohem Parallelisierungsgrad abzuwickeln. Dies erlaubt im Gegensatz zu den sequentiellen und softwarebasierten SPS kürzere Zykluszeiten und weitgehend jitterfreie Schaltpunkte.

## Funktionsweise
Der wesentliche Unterschied zu herkömmlichen speicherprogrammierbaren Steuerungen liegt in der Verwendung von FPGAs anstelle eines Mikrocontrollers. Anstatt Aufgaben in sequentiellen Zyklen mit Zykluszeiten von zehn bis 100 ms abzuarbeiten, werden bei einer High-Speed-FPGA-SPS sämtliche Prozesse parallel ausgeführt und damit praktisch ohne Zykluszeit. Stattdessen wird hier von einer Reaktionszeit gesprochen, die sich durch die Gatterlaufzeit sowie durch Verzögerungen eventueller Ein- und Ausgangsstufen ergibt. Diese liegt im Mikrosekunden-Bereich statt wie bei klassischen SPSen im Millisekunden-Bereich. Die Reaktionszeit ist zudem deterministisch, sodass eine FPGA-SPS sich zum Einsatz für Anwendungen mit Echtzeitanforderungen eignet. Trotz der hardwarebasierten Steuerlogik erfolgt die Programmierung in etablierten SPS-Sprachen oder daran angelehnten Derivaten wie beispielsweise Structured Text (gemäß IEC 61131-3), sodass Automatisierungstechniker keine Hardwarebeschreibungssprachen wie VHDL beherrschen müssen. Die Programmierung erfolgt meist über spezielle Entwicklungsumgebungen, die die Algorithmen direkt in Hardwarelogik umsetzen.

## Anwendungen
FPGA-SPSen kommen vor allem dort zum Einsatz, wo klassische SPSen an ihre Grenzen stoßen. Bei schnellen Sortier-, Verpackungs- und Schneidmaschinen kommen die kurzen und deterministischen Reaktionszeiten der FPGA-SPS zum Tragen. Anwendungen, bei denen große Datenmengen in Echtzeit verarbeitet werden müssen, wie Filteralgorithmen, Bildverarbeitung oder Streaming von Sensordaten profitieren von der parallelen Datenverarbeitung des FPGA.

## Herausforderungen
Die größte Limitierung einer FPGA-SPS ist heutzutage die FPGA-typische Begrenzung von Schlüsselressourcen wie beispielsweise LUTs, Flip-Flops/Register, Block-RAM oder flexiblen I/O-Schnittstellen. Neuere FPGAs sind in der Regel umfangreicher ausgestattet und ermöglichen damit die Implementierung einer komplexeren und ausgedehnteren Programmlogik.

## Anbieter und Hersteller von FPGA-SPS
Einige Hersteller und Plattformen, die FPGA-basierte SPS-Lösungen anbieten oder integrieren, sind:
- Beckhoff – IP-Cores zur Kombinierung von EtherCAT mit Intel-[5] und AMD-FPGAs[6]
- National Instruments – NI CompactRIO
- Zander Aachen[3][4][7]